# París-Niza 2004
La París-Niza 2004 fue la edición número 62 de la carrera, que estuvo compuesta de ocho etapas del 7 al 14 de marzo de 2004. Los ciclistas completaron un recorrido de 1305 km con salida en Chaville y llegada a Niza, en Francia. La carrera fue vencida por el alemán Jörg Jaksche del equipo Team CSC.

## Etapas
| Etapa | Fecha       | Recorrido               | km       | Ganador                    | Líder        |
| ----- | ----------- | ----------------------- | -------- | -------------------------- | ------------ |
| 1.ª   | 7 de marzo  | Chaville-Vanves (CRI)   | 13,2 km  | Jörg Jaksche               | Jörg Jaksche |
| 2.ª   | 8 de marzo  | Chaville-Montargis      | 166,5 km | Pedro Horrillo             | Jörg Jaksche |
| 3.ª   | 9 de marzo  | La Chapelle-Roanne      | 229 km   | Léon van Bon               | Jörg Jaksche |
| 4.ª   | 10 de marzo | Roanne-Le Puy-en-Velay  | 179 km   | Etapa anulada por la nieve |              |
| 5.ª   | 11 de marzo | Le Puy-en-Velay-Rasteau | 215 km   | Aleksandr Vinokúrov        | Jörg Jaksche |
| 6.ª   | 12 de marzo | Rasteau-Gap             | 173,5 km | Denis Menchov              | Jörg Jaksche |
| 7.ª   | 13 de marzo | Digne-les-Bains-Cannes  | 185,5 km | Aleksandr Vinokúrov        | Jörg Jaksche |
| 8.ª   | 14 de marzo | Niza-Niza               | 144 km   | Aleksandr Vinokúrov        | Jörg Jaksche |

## Detalles de las etapas

### 1.ª etapaː 7 marzo:Chaville–Vanves(CRI), 13.2 km
|   | Ciclista        | Equipo       | Tiempo |
| - | --------------- | ------------ | ------ |
| 1 | Jörg Jaksche    | Team CSC     | 17'19" |
| 2 | Davide Rebellin | Gerolsteiner | + 4"   |
| 3 | Erik Dekker     | Rabobank     | m.t.   |

| Pos. | Corredor        | Equipo       | Tiempo |
| ---- | --------------- | ------------ | ------ |
| 1    | Jörg Jaksche    | Team CSC     | 17'19" |
| 2    | Davide Rebellin | Gerolsteiner | + 4"   |
| 3    | Erik Dekker     | Rabobank     | m.t.   |

### 2.ª etapaː 8 marzo:Chaville–Montargis, 166.5 km
|   | Ciclista        | Equipo       | Tiempo    |
| - | --------------- | ------------ | --------- |
| 1 | Pedro Horrillo  | Quickstep    | 3h 47'55" |
| 2 | Beat Zberg      | Gerolsteiner | m.t.      |
| 3 | Michele Bartoli | Team CSC     | s.t.      |

| Pos. | Corredor        | Equipo       | Tiempo    |
| ---- | --------------- | ------------ | --------- |
| 1    | Jörg Jaksche    | Team CSC     | 4h 05'12" |
| 2    | Davide Rebellin | Gerolsteiner | + 6"      |
| 3    | Bobby Julich    | Team CSC     | + 18"     |

### 3.ª etapaː 9 marzo:La Chapelle-Saint-Ursin–Roanne, 227.5 km
|   | Ciclista       | Equipo       | Tiempo    |
| - | -------------- | ------------ | --------- |
| 1 | Léon van Bon   | Lotto-Domo   | 5h 38'18" |
| 2 | Thomas Ziegler | Gerolsteiner | m.t.      |
| 3 | Tom Boonen     | Quickstep    | + 25"     |

| Pos. | Corredor        | Equipo       | Tiempo    |
| ---- | --------------- | ------------ | --------- |
| 1    | Jörg Jaksche    | Team CSC     | 9h 43'55" |
| 2    | Davide Rebellin | Gerolsteiner | + 6"      |
| 3    | Bobby Julich    | Team CSC     | + 18"     |

### 4.ª etapaː 10 marzo:Roanne–Le Puy-en-Velay, 179 km
Etapa cancelada por fuertes nevadas.

### 5.ª etapaː 11 marzo:Le Puy-en-Velay–Rasteau, 215 km
|   | Ciclista             | Equipo   | Tiempo    |
| - | -------------------- | -------- | --------- |
| 1 | Alexander Vinokourov | T-Mobile | 5h 06'15" |
| 2 | Jörg Jaksche         | Team CSC | + 4"      |
| 3 | Michele Bartoli      | Team CSC | s.t.      |

| Pos. | Corredor        | Equipo       | Tiempo     |
| ---- | --------------- | ------------ | ---------- |
| 1    | Jörg Jaksche    | Team CSC     | 15h 50'08" |
| 2    | Davide Rebellin | Gerolsteiner | + 10"      |
| 3    | Bobby Julich    | Team CSC     | + 25"      |

### 6.ª etapaː 12 marzo:Rasteau–Gap, 173.5 km
|   | Ciclista       | Equipo                | Tiempo    |
| - | -------------- | --------------------- | --------- |
| 1 | Denis Menchov  | Illes Balears-Banesto | 4h 52'22" |
| 2 | Samuel Sánchez | Euskaltel-Euskadi     | m.t.      |
| 3 | Floyd Landis   | US Postal Service     | m.t.      |

| Pos. | Corredor        | Equipo       | Tiempo     |
| ---- | --------------- | ------------ | ---------- |
| 1    | Jörg Jaksche    | Team CSC     | 19h 42'49" |
| 2    | Davide Rebellin | Gerolsteiner | + 14"      |
| 3    | Bobby Julich    | Team CSC     | + 42"      |

### 7.ª etapaː 13 marzo:Digne-les-Bains–Cannes, 185.5 km
|   | Ciclista             | Equipo        | Tiempo    |
| - | -------------------- | ------------- | --------- |
| 1 | Alexander Vinokourov | T-Mobile      | 4h 39'02" |
| 2 | Kim Kirchen          | Fassa Bortolo | + 18      |
| 3 | Jens Voigt           | Team CSC      | m.t.      |

| Pos. | Corredor        | Equipo       | Tiempo     |
| ---- | --------------- | ------------ | ---------- |
| 1    | Jörg Jaksche    | Team CSC     | 24h 22'08" |
| 2    | Davide Rebellin | Gerolsteiner | + 15"      |
| 3    | Bobby Julich    | Team CSC     | + 43"      |

### 8.ª etapaː 14 marzo:Niza>Niza– 148km
|   | Ciclista             | Equipo                | Tiempo    |
| - | -------------------- | --------------------- | --------- |
| 1 | Alexander Vinokourov | T-Mobile              | 3h 35'43" |
| 2 | Denis Menchov        | Illes Balears-Banesto | m.t.      |
| 3 | Torsten Hiekmann     | T-Mobile              | + 1'37"   |

| Pos. | Corredor        | Equipo       | Tiempo     |
| ---- | --------------- | ------------ | ---------- |
| 1    | Jörg Jaksche    | Team CSC     | 28h 00'01" |
| 2    | Davide Rebellin | Gerolsteiner | + 15"      |
| 3    | Bobby Julich    | Team CSC     | + 43"      |

## Evolución de las clasificaciones
| Etapa                   | Vencedor                | Clasificación general | Clasificación por puntos | Clasificación de la montaña | Clasificación de los jóvenes | Clasificación por equipos |
| ----------------------- | ----------------------- | --------------------- | ------------------------ | --------------------------- | ---------------------------- | ------------------------- |
| 1                       | Jörg Jaksche            | Jörg Jaksche          | Jörg Jaksche             | No asignada                 | Alberto Contador             | CSC                       |
| 2                       | Pedro Horrillo          | Jörg Jaksche          | Davide Rebellin          | Raivis Belohvoščiks         | Michael Rogers               | CSC                       |
| 3                       | Léon van Bon            | Jörg Jaksche          | Jens Voigt               | Thomas Ziegler              | Michael Rogers               | CSC                       |
| 4                       | Annulada                | Jörg Jaksche          | Jens Voigt               | Thomas Ziegler              | Michael Rogers               | CSC                       |
| 5                       | Alexandre Vinokourov    | Jörg Jaksche          | Davide Rebellin          | Thomas Ziegler              | Michael Rogers               | CSC                       |
| 6                       | Denis Menchov           | Jörg Jaksche          | Jörg Jaksche             | Aitor Osa                   | Michael Rogers               | CSC                       |
| 7                       | Alexandre Vinokourov    | Jörg Jaksche          | Davide Rebellin          | Aitor Osa                   | Michael Rogers               | CSC                       |
| 8                       | Alexandre Vinokourov    | Jörg Jaksche          | Davide Rebellin          | Aitor Osa                   | Michael Rogers               | CSC                       |
| Clasificaciones finales | Clasificaciones finales | Jörg Jaksche          | Davide Rebellin          | Aitor Osa                   | Michael Rogers               | CSC                       |

## Clasificaciones finales

### Clasificación general
| Posición | Ciclista            | Equipo        | Tiempo      |
| -------- | ------------------- | ------------- | ----------- |
|          | Jörg Jaksche        | Team CSC      | 28h 00' 01" |
| 2        | Davide Rebellin     | Gerolsteiner  | + 15"       |
| 3        | Bobby Julich        | Team CSC      | + 43"       |
| 4        | Jens Voigt          | Team CSC      | s.t.        |
| 5        | George Hincapie     | US Postal     | + 46"       |
| 6        | Frank Vandenbroucke | Fassa Bortolo | + 57"       |
| 7        | Óscar Pereiro       | Phonak        | + 1'01"     |
| 8        | Michael Rogers      | Quick Step    | + 1'09"     |
| 9        | Fränk Schleck       | Team CSC      | + 1'36"     |
| 10       | José Azevedo        | US Postal     | + 1'46"     |

### Clasificación de la montaña
| Posición | Ciclista        | Equipo                | Puntos |
| -------- | --------------- | --------------------- | ------ |
|          | Aitor Osa       | Illes Balears-Banesto | 82     |
| 2        | Erik Dekker     | Rabobank              | 30     |
| 3        | David Moncoutié | Cofidis               | 28     |

### Clasificación de los puntos
| Posición | Ciclista             | Equipo       | Puntos |
| -------- | -------------------- | ------------ | ------ |
|          | Davide Rebellin      | Gerolsteiner | 96     |
| 2        | Jens Voigt           | Team CSC     | 85     |
| 3        | Alexander Vinokourov | T-Mobile     | 80     |

### Clasificación de los jóvenes
| Posición | Ciclista         | Equipo                 | Tiempo    |
| -------- | ---------------- | ---------------------- | --------- |
|          | Michael Rogers   | Quick Step-Davitamon   | 28h01'10" |
| 2        | Fränk Schleck    | Team CSC               | a 27"     |
| 3        | Sylvain Chavanel | Brioches La Boulangère | a 3'26"   |

### Clasificación por equipos
| Pos. | Equipo               | Tiempo    |
| ---- | -------------------- | --------- |
| 1    | Team CSC             | 84h01'53" |
| 2    | US Postal            | a 1'20"   |
| 3    | Quick Step-Davitamon | a 7'03"   |